# Günter Lörke
Günter Lörke (né le 23 juin 1935 à Zieleniewo) est un coureur cycliste allemand. Il a notamment été médaillé d'argent du contre-la-montre par équipes des Jeux olympiques de 1960, avec l'équipe unifiée d'Allemagne.

## Palmarès
- 1957
  - Erzgebirgsrundfahrt
- 1958
  - Champion de RDA du contre-la-montre par équipes
- 1959
  - 3e du Tour de RDA
  - 3e du championnat de RDA sur route
- 1960
  -  Médaillé d'argent du contre-la-montre par équipes des Jeux olympiques
- 1961
  - 3e de l'Uniqa Classic
- 1963
  - 2e de l'Uniqa Classic
- 1964
  - 7e étape du Tour de Bulgarie